# Liga II 2007-2008
Il campionato di Liga II di calcio 2007-2008 è stato il secondo livello del campionato rumeno.
Si sono qualificate per la Liga I come da regolamento anche le seconde classificate dei gironi, il Gaz Metan Medias per la Serie I e il CS Otopeni per la Serie II.

## Serie I
|  | 1.  | Brașov             | 78 |
|  | 2.  | Otopeni            | 69 |
|  | 3.  | Petrolul Ploiești  | 64 |
|  | 4.  | Prefab 05 Modelu   | 58 |
|  | 5.  | Concordia Chiajna  | 57 |
|  | 6.  | Forex Braşov       | 51 |
|  | 7.  | Dunărea Giurgiu    | 49 |
|  | 8.  | Delta Tulcea       | 48 |
|  | 9.  | Botoșani           | 47 |
|  | 10. | Dinamo II Bucarest | 45 |
|  | 11. | Progresul Bucarest | 44 |
|  | 12. | Sportul Studențesc | 42 |
|  | 13. | Câmpina            | 38 |
|  | 14. | Bacău              | 38 |
|  | 15. | Inter Gaz Bucarest | 34 |
|  | 16. | Focșani            | 34 |
|  | 17. | Dunărea Galați     | 28 |
|  | 18. | Săcele             | 18 |

Legenda:

      Promossa in Liga I 2008-2009

      Retrocesse in Liga III 2008-2009

Tre punti a vittoria, uno a pareggio, zero a sconfitta.
La classifica viene stilata secondo i seguenti criteri:
- Punti conquistati
- Punti conquistati negli scontri diretti
- Differenza reti negli scontri diretti
- Reti realizzate negli scontri diretti
- Goal fuori casa negli scontri diretti (solo tra due squadre)
- Differenza reti generale
- Reti totali realizzate
- Fair-play ranking

## Serie II
|  | 1.  | Argeș Pitești         | 79 |
|  | 2.  | Gaz Metan Mediaș      | 73 |
|  | 3.  | Râmnicu Vâlcea        | 61 |
|  | 4.  | Unirea Alba Iulia     | 60 |
|  | 5.  | Drobeta-Turnu Severin | 58 |
|  | 6.  | Jiul Petroșani        | 57 |
|  | 7.  | Mureșul Deva          | 50 |
|  | 8.  | Bihor Oradea          | 47 |
|  | 9.  | Liberty Salonta       | 47 |
|  | 10. | Târgoviște            | 47 |
|  | 11. | ISCT                  | 41 |
|  | 12. | Minerul Lupeni        | 41 |
|  | 13. | CFR Timișoara         | 39 |
|  | 14. | Arieșul Turda         | 38 |
|  | 15. | CSM Reșița            | 33 |
|  | 16. | Poli II Timișoara     | 33 |
|  | 17. | Caracal               | 25 |
|  | 18. | Corvinul Hunedoara    | 19 |

Legenda:

      Promossa in Liga I 2008-2009

      Retrocesse in Liga III 2008-2009

Tre punti a vittoria, uno a pareggio, zero a sconfitta.
La classifica viene stilata secondo i seguenti criteri:
- Punti conquistati
- Punti conquistati negli scontri diretti
- Differenza reti negli scontri diretti
- Reti realizzate negli scontri diretti
- Goal fuori casa negli scontri diretti (solo tra due squadre)
- Differenza reti generale
- Reti totali realizzate
- Fair-play ranking

## Verdetti
- Promosse in Liga I: FC Brașov, CS Otopeni, FC Argeș e Gaz Metan Mediaș.
- Retrocesse in Liga III: Inter Gaz, CSM Focșani, FCM Dunărea Galați, FC Săcele, FCM Reșița, Poli II Timișoara, FC Caracal e Corvinul 2005 Hunedoara.